# Instituto Brasil
O Instituto Brasil é uma organização sem finalidade lucrativa, privada e independente, fundada em 05 de maio de 2003. Surgiu a partir da necessidade de gerenciar e compartilhar conhecimentos e competências de consultores especializados, com objetivo de auxiliar as comunidades mais carentes do País, sobretudo nas áreas de agricultura familiar, geração de energia alternativa, preservação do meio ambiente e responsabilidade socioambiental. 

## Missão
Ser uma ferramenta estratégica de ação por meio da promoção de estudos, pesquisas e da gestão de competências. Reunir inteligências objetivando a elaboração de projetos consistentes focalizados na agricultura familiar (assistência técnica e extensão rural), no meio ambiente e desenvolvimento sustentável, na responsabilidade socioambiental e na cultura.

## Histórico
Com o intuito de aplicar seus conhecimentos para auxiliar o desenvolvimento da agricultura familiar e a preservação do meio ambiente no Brasil, um grupo de pessoas engajadas resolveu desenvolver e executar projetos que abordassem as mais diferentes áreas do conhecimento humano, buscando beneficiar e levar informação à população menos favorecida do País.  
Em maio de 2003, esse grupo fundou o Instituto Brasil, que, desde então, vem trabalhando para a melhoria e execução de seus projetos, com o objetivo de atender, de forma produtiva, a sociedade.
A organização, sem finalidade lucrativa, realiza trabalhos voltados para agricultura familiar, oferecendo uma visão ampla, de desenvolvimento da cadeia produtiva, fortalecendo a integração socioeconômica; executa atividades de aptidão agrícola com ênfase no mercado e na agroecologia, priorizando objetivos socioeconômicos e modelos de organização da cadeia produtiva; atua no incentivo e execução de projetos ligados à bioenergia e energias renováveis; busca resgatar a cidadania, desenvolvendo projetos sociais focados nos direitos humanos, na inclusão social e na inovação social; elabora projetos de viabilidade econômica e técnica para o desenvolvimento de culturas ligadas à agricultura familiar e biocombustíveis; e gera conhecimento para a sociedade a respeito dos benefícios da Economia Verde, conscientizando a população sobre como o Meio Ambiente pode se beneficiar com o aumento do padrão de consumo de bens e serviços ambientais, com o uso eficiente dos recursos naturais e a valoração e remuneração dos serviços ambientais dos ecossistemas. 

## Projetos
O Instituto Brasil possui vários consultores associados em todo o território nacional. Atualmente, elabora, em 18 estados da União, o diagnóstico sobre o componente de inclusão social no Selo Combustível Social, adotado pelo Programa Nacional de Produção e Uso do Biodiesel, vinculado ao Ministério do Desenvolvimento Agrário. 
Vencedora do edital da União Europeia no setor de energias renováveis (EuropeAid),realiza, atualmente, diagnósticos em 40 cidades rurais de cinco estados brasileiros e em 10 cidades rurais de quatro províncias na Argentina, em parceria com a GVC Itália.
Foi a entidade executora do Projeto UTDS, em parceria com o Ministério do Desenvolvimento Agrário, a Caixa Econômica Federal e a Petrobras (2010-2011), na área de Transferência de Tecnologia para a produção de biocombustíveis na agricultura familiar em sete Estados.
Possui parceria com entidades do exterior vinculadas à União Europeia e faz parte do Comitê Executivo do Projeto AGRIFAM, em Minas Gerais, onde desenvolve trabalhos em assentamentos da reforma agrária.
Realiza eventos técnico-científicos nacionais e internacionais em diversas áreas do conhecimento humano, mais especificamente em meio ambiente, agricultura familiar e créditos de carbono.
Em parceria com o ETIFOR, o Instituto Brasil desenvolve plataformas de serviços de ecossistema de água, CO2 e crédito de carbono.
O Instituto Brasil ainda é conveniado à entidade austríaca The World Summit Youth Award (WSYA),uma competição anual para os jovens com menos de 30 anos de idade, inovadores nas áreas digitais e sociais.
Além disso, em 2013, o Instituto Brasil teve seu projeto classificado em 13º lugar nacional,dentro do Fundo Amazônia, com a proposta focada em atividades culturais como ferramenta motivadora para trabalhos cooperativos. 